# フォルクスワーゲン・タイプ2

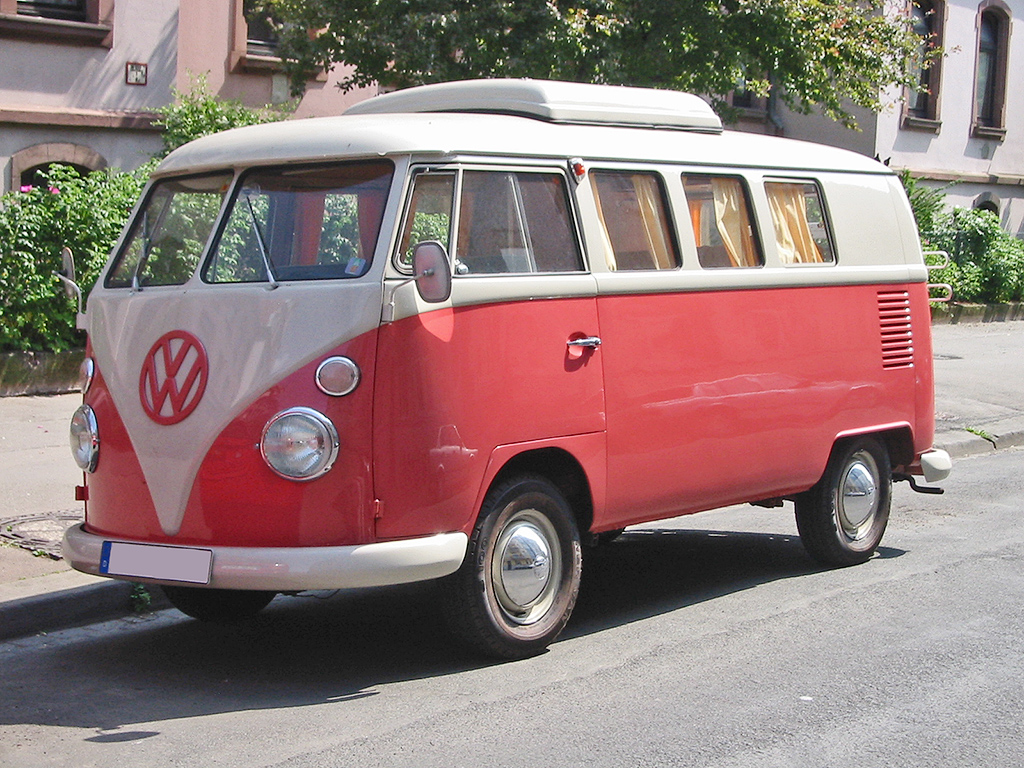
T1
ポップアップルーフを持つウエストファリア製キャンプモビル

フォルクスワーゲン・タイプ2（Volkswagen Type 2）はフォルクスワーゲンが製造する商用車である。一般には、フォルクスワーゲン社のトランスポーター（Transporter）の第1世代（T1）、第2世代（T2）、第3世代（T3）にあたる。狭義ではトランスポーターの第1世代、第2世代を指す。
本項目ではトランスポーターの全世代について扱い、T4、T5の乗用モデル（カラベル、マルチバン）貨物モデル（トランスポーター）や日本向けT4ヴァナゴン、北米向けT4ユーロバンについても触れる。また、それぞれの詳細は個別記事に記載されている。

## 概要
カタログ表記（商品名）ではVW Transporter（トランスポーター）と総称され、パネルバンがVW Lieferwagen（リーファーワーゲン、配達バン）またはKastenwagen（カステンワーゲン、箱型バン）、多人数乗用仕様はVW Kleinbus（クラインブス、小型バス）、座席の取り外しが可能で簡素な内装の乗用貨物兼用のものはKombi（コンビ、ステーションワゴン）、後部がトラックタイプのVW Pritschenwagen（プリッチェンワーゲン、フラットベッドトラック）とされている。
一般ユーザー向けに販売されたVWのカタログモデルとしては、ドイツのキャンピングカービルダーであるウエストファリア社がT1からT3世代のコンビを改造した「Campmobile（キャンプモビル）」が1958年から発売された。また、救急車や消防車をはじめとした特殊車両も数多く存在する。
タイプ2という呼び名は1960年代の北米で広まり、現在では主に専門家や愛好家による愛称となっている。ドイツ語ではテュープ・ツヴァイ（Typ 2）と発音し、ドイツおよび周辺諸国においてはBulli（ブリ、ブルドッグの意）の愛称で親しまれている。アメリカ英語ではVW Bus、イギリス英語ではCamper Van、日本では「ワーゲンバス」や「サンババス」、「デリバン」と総称される。
仕向地や年代によってカタログ表記が頻繁に変わるため、一概に車名を決めることができず、これら全体を統括した名称として「タイプ2」が用いられている。フォルクスワーゲンではT1からT5までを連続したシリーズとして扱っており、その総称にはトランスポーターが使用されている。T3発表時に、フォルクスワーゲン自身が過去にさかのぼって世代区分を行った。これにより、トランスポーターの初代、2代目、3代目、略してT1、T2、T3と各世代に対してネーミングを行うようになり、2003年に登場したT5でも引き続き使用されている。
タイプ2は早くから世界各国に輸出されており、メキシコ、ブラジル、オーストラリア、南アフリカなどでは現地生産も行われた。これらの国々では「コンビ」が車名とされ、メキシコや中南米のスペイン語圏では、コンビの名が公共交通機関の小型バスを指し示す用語となるほど一般に浸透している。
1960年代後半のアメリカ合衆国におけるヒッピームーブメントの時代には、当時中古で入手しやすくなっていたT1が若者たちに愛用された。箱型で平面的なボディは格好のキャンバスとなり、派手な色使いによるサイケデリックなペインティングにピースマークなどが描かれ、後に続くワーゲンバスのイメージの原点となった。スティーブ・ジョブズも所有していたが、Apple Iの開発費を捻出するため800ドルほどで売却した。
フォルクスワーゲンのブランド戦略により、1995年以降は乗用車とは異なる商用車部門（Volkswagen Nutzfahrzeuge：VWN）での取り扱いとなっている。
悪路走破性の高い四輪駆動車もT3からラインナップされ、T3およびT4では「シンクロ」、T5は「4モーション」と呼称されている。
T4、T5のシャシはキャンピングカーやバスへの架装ベースとしても用いられている。ウェストファリア社が架装した「カリフォルニア」は世界的に有名なキャンピングカーである。

## T1（1950-1967年）

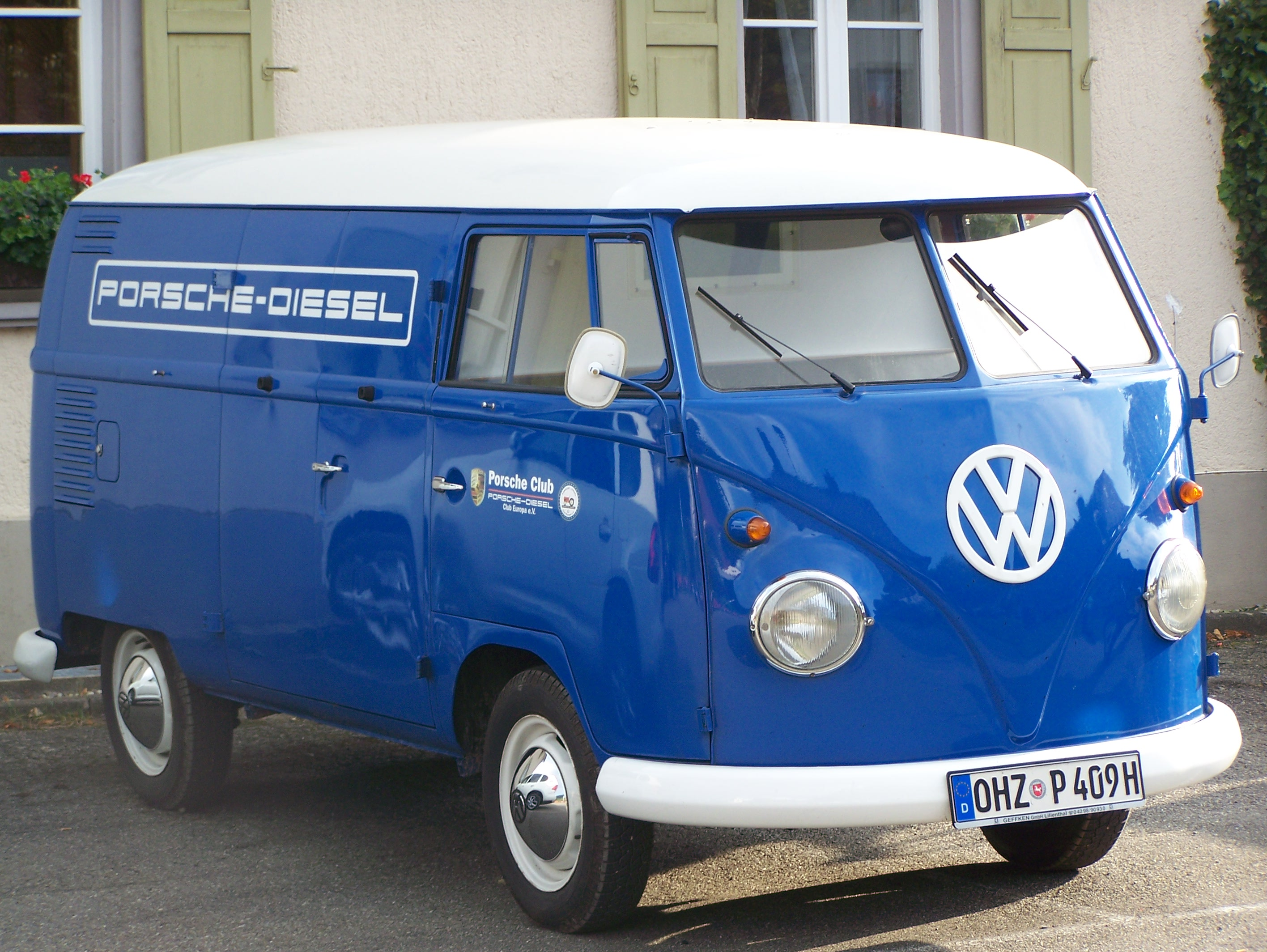
T1 モデルバン

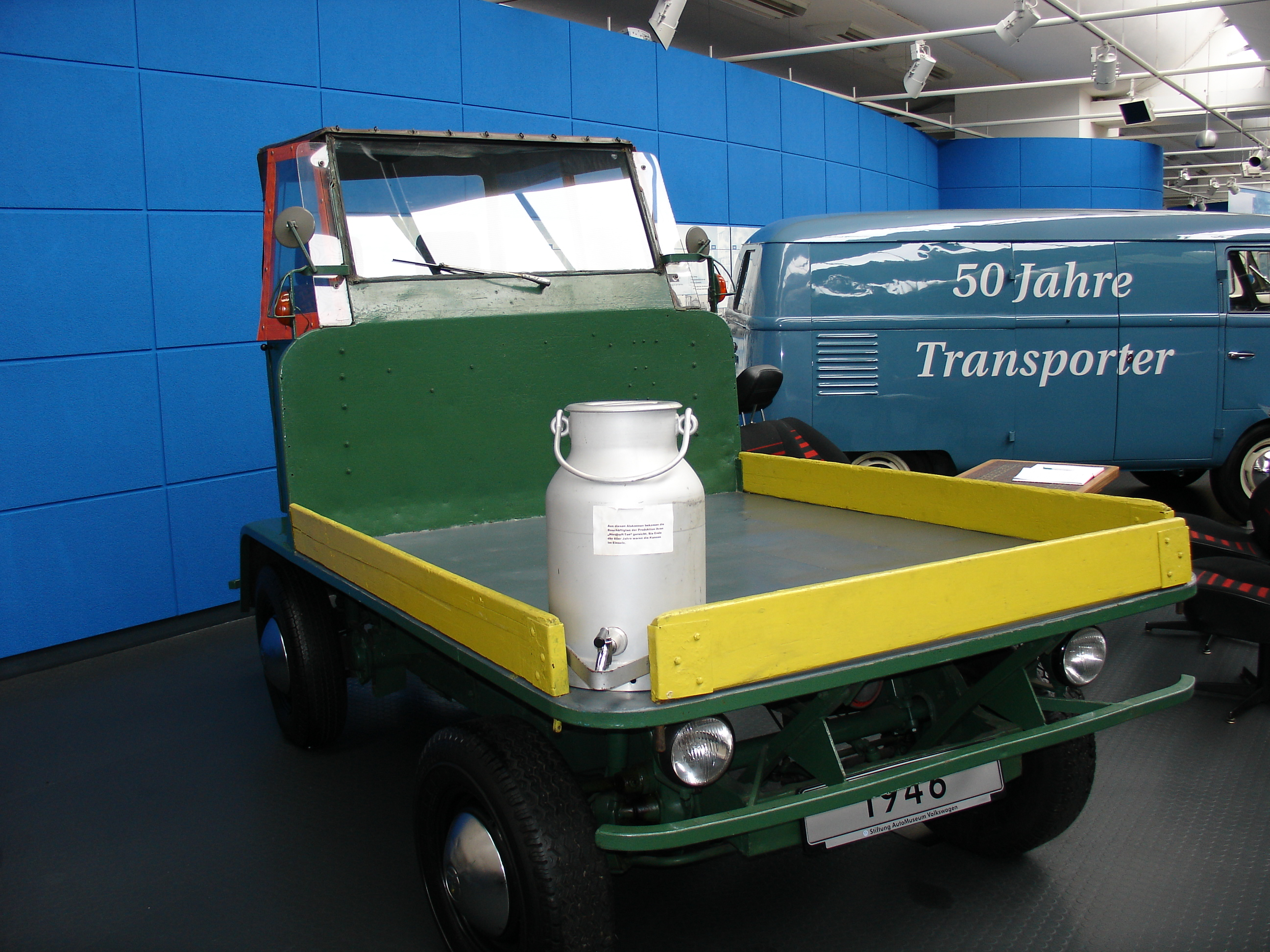
タイプ2の発想の元となった工場内の運搬車

1950年にタイプ1（ビートル）をベースとするリアエンジンの汎用自動車として登場した。
このモデルが考案されたのは、タイプ1の初めての輸出となった1947年のオランダ輸出の際、同国での仲介業者となったオランダ人ディーラーのベン・ポン（en:Ben Pon (senior) 1904-1968）が、ヴォルフスブルクのVW工場を視察に訪れた際の知見がきっかけとなっている。工場内では主に部品輸送用としてタイプ1の裸シャシをベースに、リアのエンジン上にドライバーズシートを設置し、車体前方をまるまる貨物搭載スペースとした特殊なトランスポーターが工場スタッフの手で製作、使用されていた。ポンはこのキャリアカーを見てアイデアに感心したが、そこからタイプ1のフラットなシャシ構造を活かせば、スペース効率に優れたキャブオーバー型の汎用ボディを架装できるのではないか、という着想を得た。
タイプ1のシャシは第二次世界大戦中、フォルクスワーゲンを開発したフェルディナント・ポルシェの手で軍用万能車キューベルワーゲン、軍用水陸両用車シュビムワーゲンとして軍用ボディ・駆動系に改装され戦地で用いられた実績もあり、他方ではスポーツカーのポルシェ・356のベースにもなったように、対応可能な架装の幅は広かった。
タイプ1のシャシにフルキャブオーバータイプのワンボックス型バンボディを重ねたフリーハンドのラフスケッチがポンのルーズリーフに記されたのは、1947年4月23日のことであった。ポンはほどなく、VWの経営責任者であるハインリヒ・ノルトホフに自らの新しいアイデアを提案した。ノルトホフも、あくまで乗用車としての用途に限られるタイプ1だけの生産ではVWの発展に限界が生ずることを考慮し、ポンの提言に同意した。ノルトホフは戦前、ドイツ最大の自動車会社であったオペルの幹部であり、広い車種展開の重要性を理解していたことも判断材料となった。
こうして開発されたのがタイプ2で、プロトタイプは1949年に完成した。レイアウトはポンの基本アイデアを踏襲して具現化したものだが、タイプ1のシャシをベースにしたプロトタイプは荷重に耐えられず失敗。荷重に対処して一般的な商用車に用いられるラダーフレームを採用し、タイプ1のサスペンションなどを補強し、トーションバー・スプリングの荷重レートも上げた。後輪はロードクリアランスを高める必要性があったことと、タイプ1よりも多積載・高荷重となり低速からの力が要求されることを配慮して、キューベルワーゲンなど軍用車で用いられた実績のある、リアハブ内に減速ギアを組み込んだリダクション・ハブを採用している。
このシャシにスペース効率に優れた全鋼製のフル・キャブオーバー型（フォワード・コントロール型）の1BOXバンボディを架装した。全長はタイプ1と大差ないが、通常でも3列のシートを配置できる床面積を有した。しかしながら、初期型は後部背面がエンジンルームへのアクセスハッチに占拠されていたため、ラゲッジスペースへのアクセスには利用できなかった（アクセスハッチを設けたことにより、エンジンの整備性は良好だった。のちにエンジンルームの高さを縮小し、上部にラゲッジハッチを設けた）が、側面に広い底床ドアを配置することで、弱点を補っている。トランスミッションからロッドを介したフロアシフトであった。
車両総重量が嵩み、背の高いバンボディとなった上にギア比が低速重視となったことで、必然的に最高速度はタイプ1よりも下がり、初期形では90km/hが精一杯であった。もっとも、最高速よりも確実な走行性能が求められる商用車という用途であるために問題視されることはなく、むしろこの最高速度を保って巡航できる点はタイプ1と同じであった。乗用車であるタイプ1のメカニズムを踏襲しているために、商用車としては乗り心地にも優れていた。
エンジンはタイプ1と同様の空冷・OHVの水平対向4気筒エンジンを搭載した。当初は排気量1131ccで最高出力25ps(19kw)であったが、後の改良により1192ccで最高出力40ps(25kw)まで向上しており、1964年には1500cc仕様車も追加された。ドライブトレーンはタイプ1搭載品と大部分を共通化したものの、商用車という性質により低速から粘り強い出力が要求されるため、世代交代においてはタイプ1より先んじて大出力のエンジンを搭載することが多かった。
発売されるとすぐさま、極めて丈夫で扱いやすく小型ながら汎用性に優れることから、ドイツをはじめとする欧州市場で大好評となり、北米市場でも便利なミニ・トランスポーターとしてヒット作となった。この結果、フォルクスワーゲンは「乗用車のタイプ1」と「マルチパーパスカーのタイプ2」の二本立て戦略で販路を広げることが可能になり、その後の同社の隆盛に大きく寄与することとなった。この販路拡大の途中、タイプ2は元来のバンタイプと小型バスタイプのほか、オープンデッキのトラックタイプ(ピックアップトラック)、救急車仕様など多彩なバリエーションが展開された。
ドイツでの製造は1967年に終了したが、1953年から生産が行われていたブラジル法人の「フォルクスワーゲン・ド・ブラジル」では、T2が導入される1975年まで製造されていた。

### 日本市場

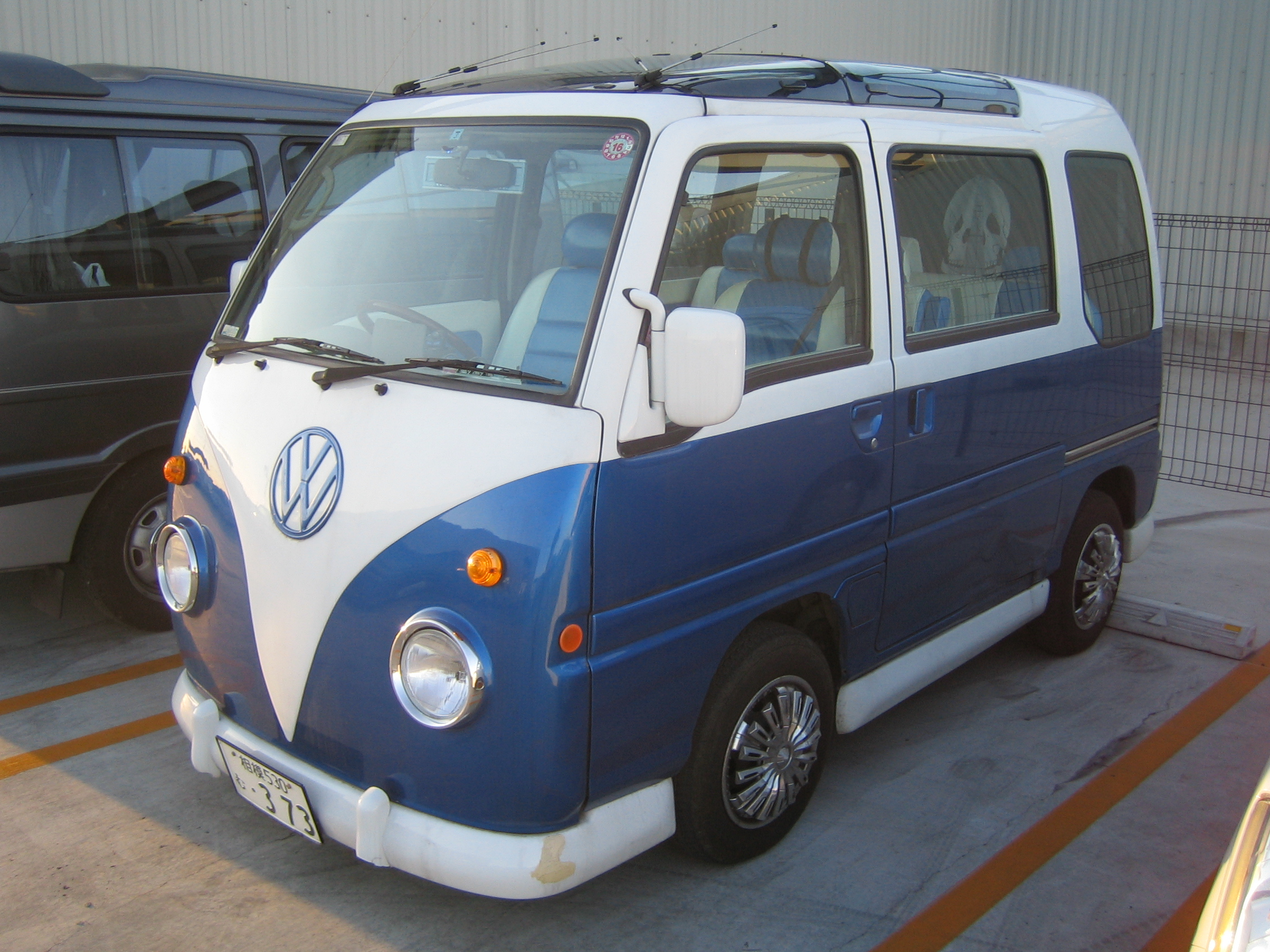
スバル・サンバーをベースにしたカスタムカー

日本では1953年（昭和28年）にヤナセが輸入を開始した。T1やT2の前期型を中心に何度かブームが起こっており、世界中から中古車が輸入された。また、タイプ2と同じくリアエンジンの4気筒車であるスバル・サンバーなどをベースとして、前面をタイプ2風に改造した車両も存在する。

## T2（1967-1979年）

T2
中期型（1971年-1972年）

T1の北米市場での成功を受けて1967年に登場したT2は、安全基準の引き上げと、マスキー法の名で知られる世界一厳しい北米の排出ガス規制への対応、また同時期に北米で市場規模が拡大していたトルコン式セミAT（スポルトマチック）の開発など、北米市場への適応のための大幅改良といえる。
プラットフォームシャシとリアエンジンの組み合わせなど、車両の基本構成はT1から受け継がれていたが、スタイリングは一新され、1枚窓になったフロントウィンドウをはじめ、すべての窓が大型化されて乗員の視界が改善された。また、内装では、ソフトパッドと樹脂製部品の採用が拡大した。
リダクションギアを廃止してギヤ比を高めながら、リアサスペンションをスイングアクスルからダブルジョイントのドライブシャフトを用いたIRS（独立懸架）に変更することで最低地上高を高いまま維持している。
灯火類やバンパーなどの外観の違いで、T2a、T2a/b、T2bの3種類に大別される。

### T2a （前期型 1968年-1971年）
フロントウインカーは矩形（横長）でヘッドランプの下にあり、リアコンビネーションランプはT1同様の小判型で、バックアップランプは別体となっている。
1968年モデルから1970年モデルまでは総輪ドラムブレーキで、エンジンは排気量1.6 Lで最高出力48 ps（35 kw）を発生する。1971年モデルよりフロントのみディスクブレーキに変更され、エンジンは排気量据え置きでデュアルポート化され、最高出力が50 ps（37 kw）に向上したが、仕向け地によってスペックが細かく異なっている。

### T2a/b （中期型 1972年）
リアコンビネーションランプが大型化された。北米向けにタイプ4の1.7 Lエンジンが追加され、その他の地域でもメーカーオプションとして設定された。このためエンジンルーム周りのボディ設計が変更されている。なお、旧来のタイプ1エンジンも継続設定される。
北米の安全基準に準拠するため、フロントのフレームが強化されている。

### T2b （後期型 1973年-1979年）
フロントウインカーがヘッドランプの上に移動し、ベンチレーショングリルと連続したデザインとなった。バンパーも角断面の大型のものに変更されている。
1973年モデルからタイプ4のエンジンに1.8 Lが追加され、1.8 Lエンジンに3速セミAT（スポルトマチック）が追加される。1976年モデルからはタイプ4のエンジンが2.0 Lに変更され、T1時代から続いたパワー不足がかなり解消された。

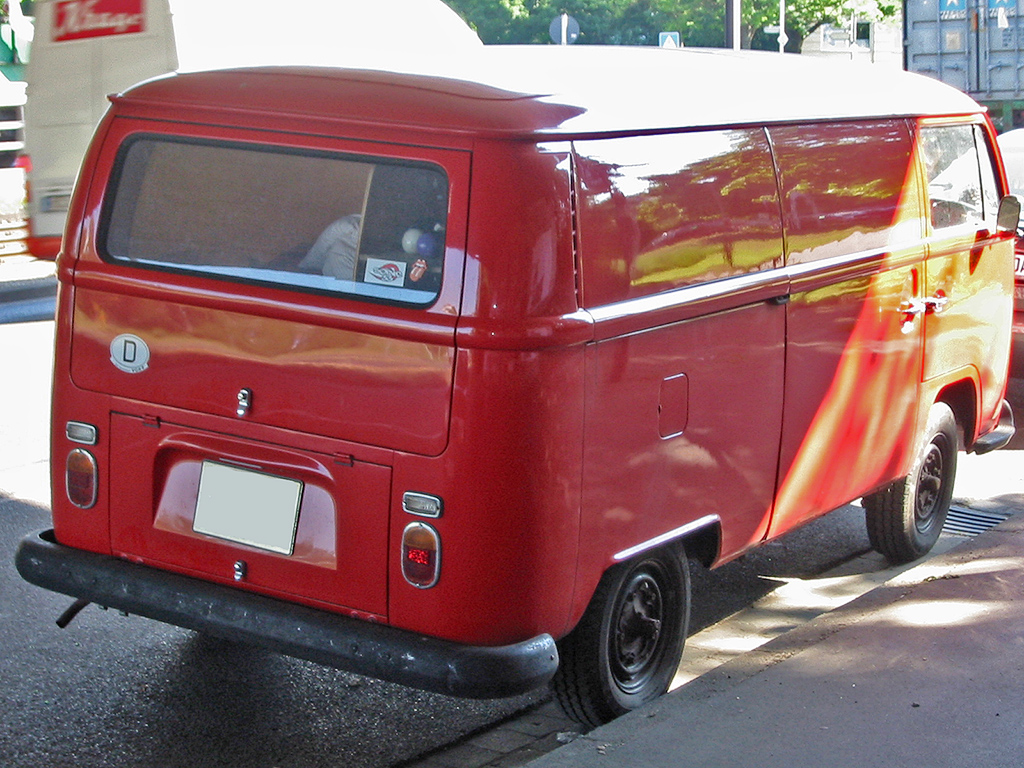
T2a
T2中間型
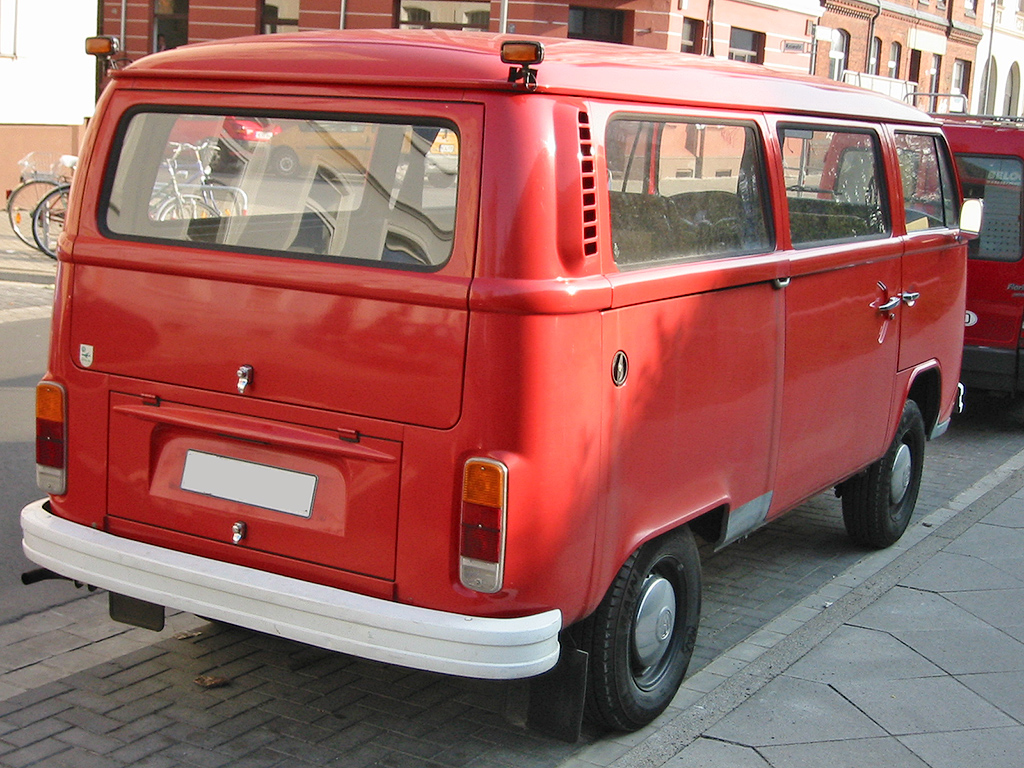
T2b
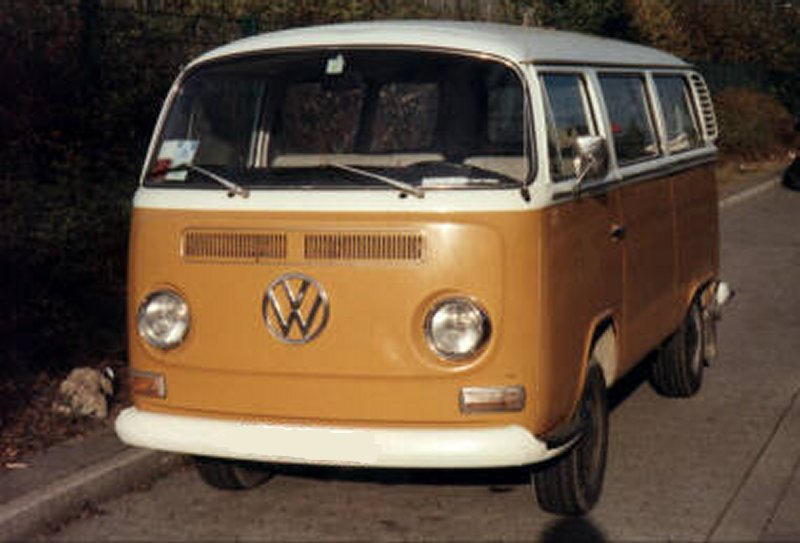
T2a
T2b このスペアタイヤの積み方はアメリカから広まり、世界中で流行した
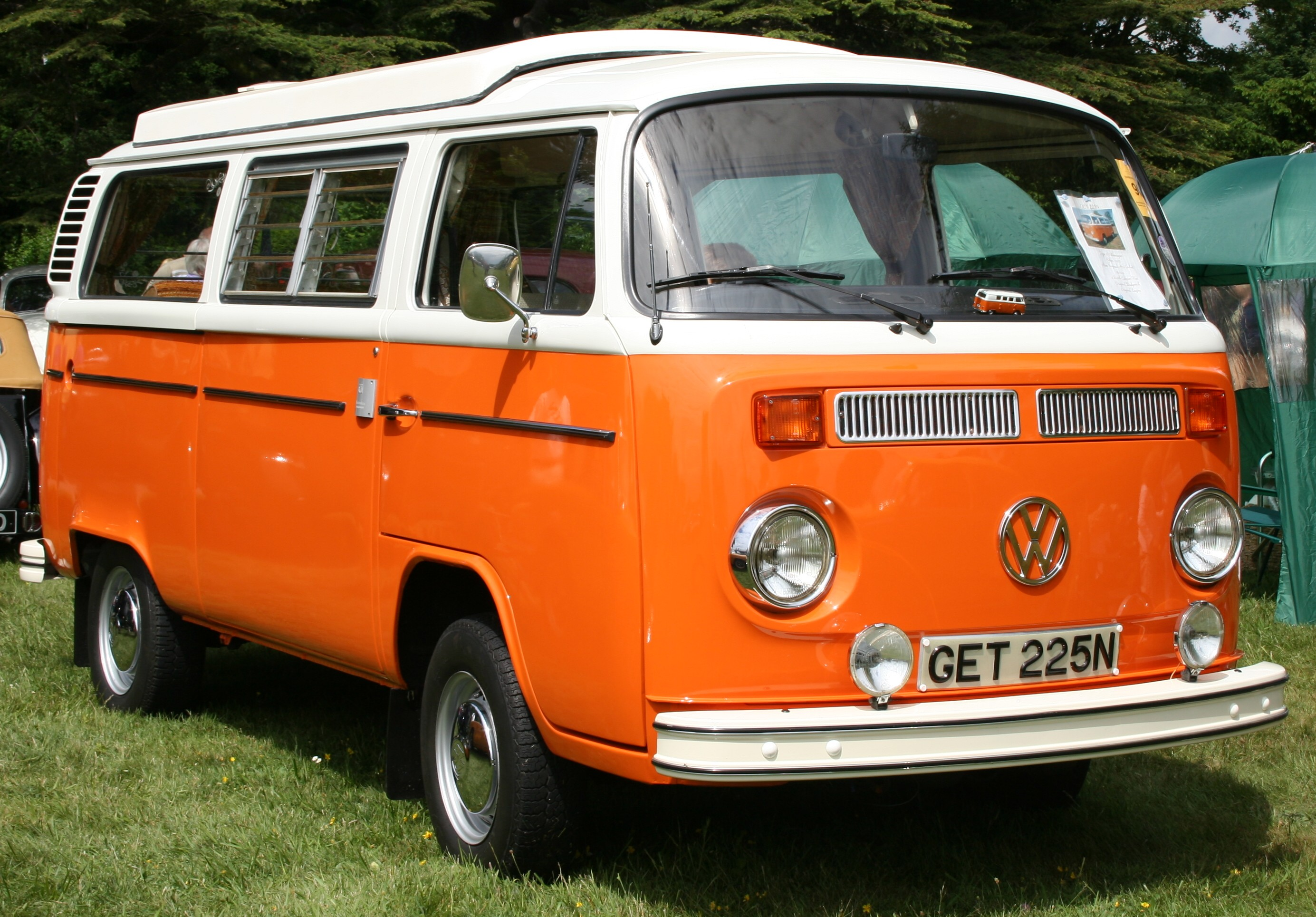
T2b ポップアップルーフを持つウエストファリア（Westfalia）製キャンパー
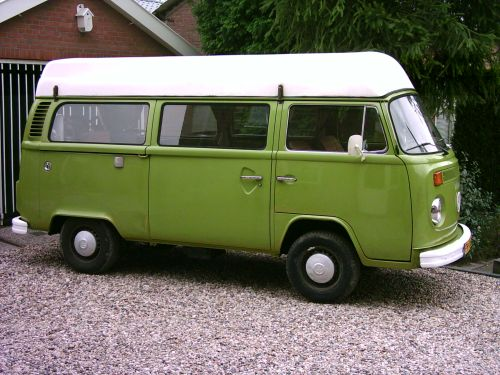
T2b ポップアップルーフを持つバイキング製キャンパー
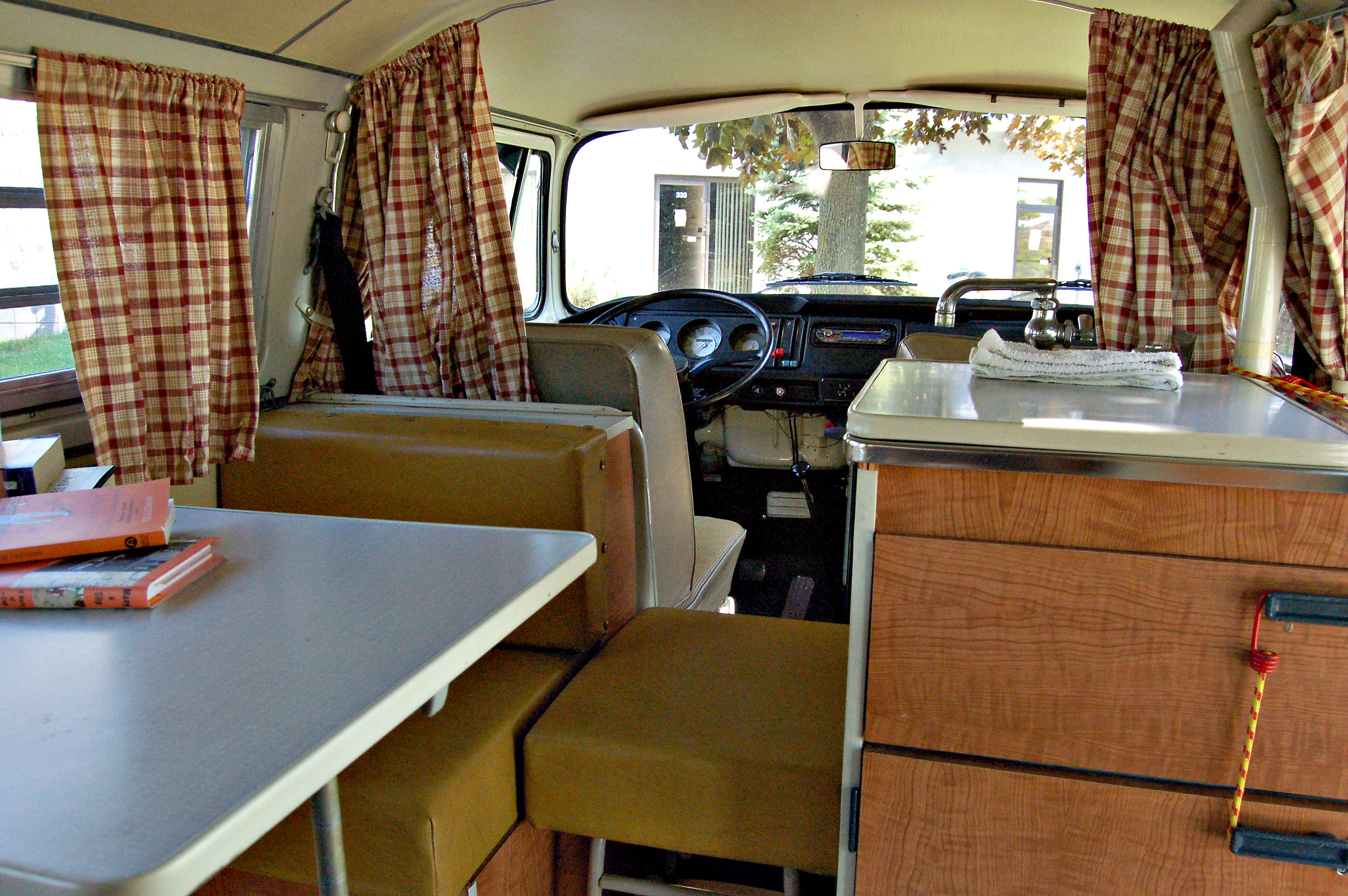
T2a キャンパーの室内 フロントシートはウオークスルータイプ

#### ブラジル製「Kombi」
VWブラジルでは1953年からT1の生産が開始され、1975年にT2の生産に切り替わった。西ドイツ本国におけるT2の生産は1979年に終了したが、VWブラジルでは2013年まで「Kombi」（コンビ）の名で引き続き生産された。貨客兼用のスタンダード、貨物用パネルバンのフルガオ（Furgão = 有蓋車）のラインアップとなっていた。なお、T2aに相当するモデルは存在しない。

#### コンビ1600 （T2b 1975年-1998年）
1975年、ブラジル製コンビもT2へ切り替わった。エンジンは西ドイツ本国仕様と同じ1.6 Lの空冷水平対向4気筒であるが、高度な排気ガス対策は行われていない。
最も豪華な内外装で纏められている「バス」、貨客兼用の「コンビ」、貨物用の「フルガオ」、シングルキャブとダブルキャブのピックアップのラインアップが設定された。
T2bに分類されるが、初期のものはT1のように小ぶりの側窓とリアコーナーウィンドウを持つ窓の多いタイプで、本家の西ドイツ製T2にはない独自のスタイルとなっている。
1981年にはT2に初搭載の水冷縦置き直列4気筒ディーゼルエンジンを搭載したモデルが追加された。アウディ・80と共通の輸出向けパサート用1.5 L・4気筒エンジンとトランスアクスルを流用したもので、フロントの車体外部に貼り付けるかたちで新たにラジエーターと電動ファンを追加するなど、空冷のT2bとはまったく機構の異なる車両となっている。外装ではつや消し黒の大きなフロントグリルとウレタンバンパーが特徴。フロントに熱源のない空冷エンジン車と比べ、ラジエーターと室内の間は鉄板1枚のみで隔てられていることから、渋滞や高負荷運転時には車内へ熱が伝わる。また、フロントパネルの室内側（前席足元）には電動ファンのモーターを逃がす膨らみがある。このモデルは輸出を行わないブラジル国内専用車で、1985年まで生産された。
1989年には、高地であることから排気ガスによる光化学スモッグの被害が深刻なメキシコシティがあるメキシコ向けとして、安定燃焼を実現して汚染物質の排出量を低減させるべく、空冷ガソリンエンジンを廃止してアウディ・80やサンタナと共通の1.6  L水冷直列4気筒ガソリンエンジンに変更したモデルの生産が開始された。一般的な水冷エンジンとなったことで他社製エンジンに換装する例も見られるようになり、メキシコでは純正の水冷エンジンを修理せず、現地に工場があり部品流通も豊富な日産自動車製のエンジンに換装した車両も散見される。

#### コンビ 1600a（T2c 1998年-2006年）
1998年には屋根をわずかに高くしたスタイルに切り替わり、T2cとして在来車と区別されるようになる。その前年にはブラジル国内にも水冷ガソリンエンジン搭載車が追加された。燃料供給は従来のキャブレターに代わり、インジェクションとなった。
コンビの空冷モデルの生産は2003年から2006年までスペインにおいて続けられ、空冷ビートルの生産が終了した後はフォルクスワーゲンにおける最後の空冷エンジン搭載車となった。

#### コンビ 1400（T2c 2006年 - 2013年）
2006年からはブラジルでの排出ガス規制の強化により、水冷の新型エンジンに切り替わった。「トータルフレックス」（TotalFlex）と呼ばれる1.4 LのEA111型バイフューエルエンジンを搭載し、エタノール100 %、ガソリン100 %、あるいはそれらの混合状態でも走行可能となっている。ガソリンのみでは58.17 kW / 122.58 Nm （78 ps / 12,5 kgf-m）、エタノールのみでは59.66 kW / 124.5 Nm（80 ps / 12,7 kgf-m）の最高出力を発揮する。2014年以降、ブラジルでは新車へのエアバッグおよびABSの標準装備が義務づけられたため、コンビは2013年末をもって生産終了となった。

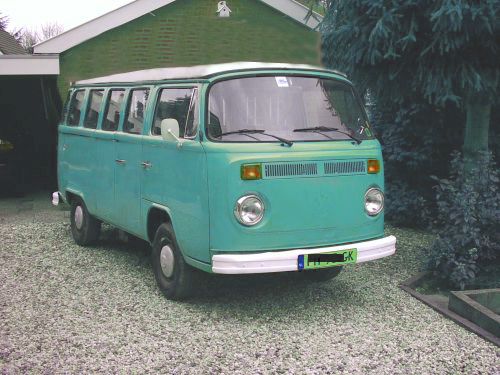
T2b コンビ 1600 西ドイツ製T1のように小ぶりの窓が並ぶ
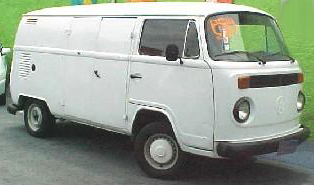
T2b コンビ 1600 フルガオ スライドドアを持たない車両
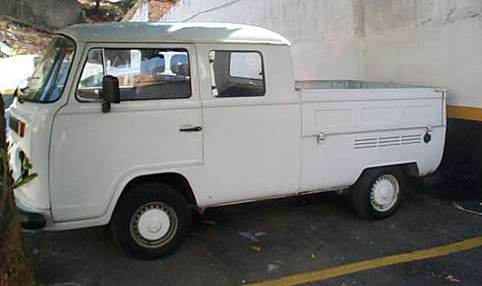
T2b コンビ 1600ピックアップ ダブルキャブ仕様車
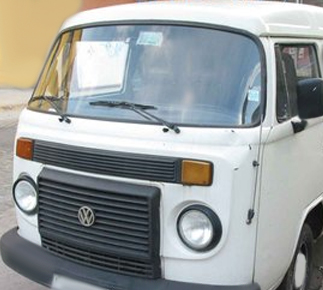
T2c 水冷コンビ 1600a ウレタンバンパーを持つ1990年代のモデル
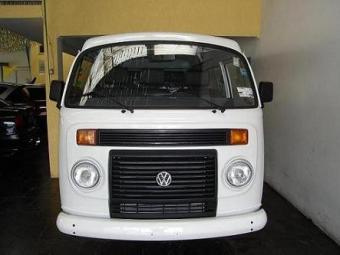
T2c 水冷コンビ 1400 2006年型
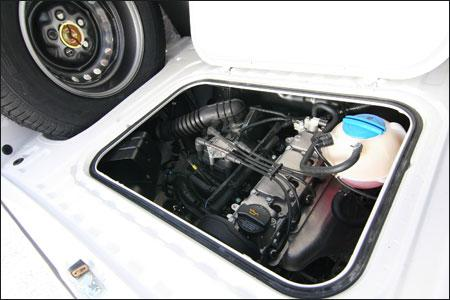
T2c 水冷コンビ 1400 エンジン
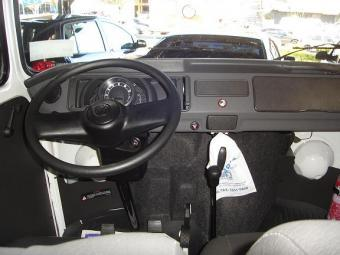
T2c 水冷コンビ 1400 室内 壁の「ふくらみ」はヘッドランプの逃げ

## T3（1979-1992年）

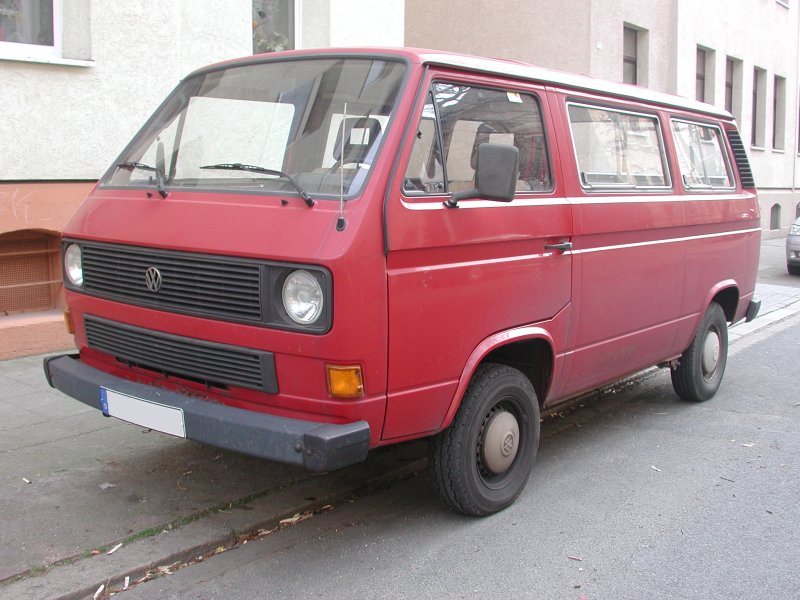
T3

1979年登場。ゴルフが世界的な成功を収めたことから、タイプ2に関しても前輪駆動化の噂が絶えなかったが、労働組合の抵抗のためにリアエンジン方式が存続されたといわれている。型式は国際仕様となったVINに準拠して25（一部24）となっており、そのためイギリスではT25と呼ばれる。このモデルで初めて、乗用仕様車に「カラベル」（キャラベル船）という愛称がつけられた。
エンジンは当初、空冷エンジンをベースにシリンダーヘッドのみ水冷とした部分水冷で発売され、モデルライフの途中から一般的な全水冷式エンジン車となった。日本ではヤナセが「カラベル」の名称で乗用モデルを輸入販売していたが、1990年にフォルクスワーゲン アウディ 日本が設立されると、同社でも北米での名称である「ヴァナゴン」（Vanagon）の名で輸入販売を開始し、ヤナセが撤退するまで両者は競合していた。ヴァナゴンとはVanとWagonを合わせた造語で、米国フォルクスワーゲン社でつけられた名前である。ドイツでの生産終了後、四輪駆動部分を担当していたオーストリアのシュタイア・ダイムラー・プフ社で、四輪駆動に加えて二輪駆動も移管して継続生産され、最終型は「LLE」（Last Limited Edition）として限定生産された。
特殊なモデルとしては、ポルシェ本社がコンプリートチューニングカーとして、911カレラの空冷2バルブ水平対向6気筒3.2 Lエンジンを搭載した「B32」を11台のみ生産した。発売当時は各国の雑誌媒体の取材により「世界最速のミニバン」と評された。

## T4（1990-2003年）

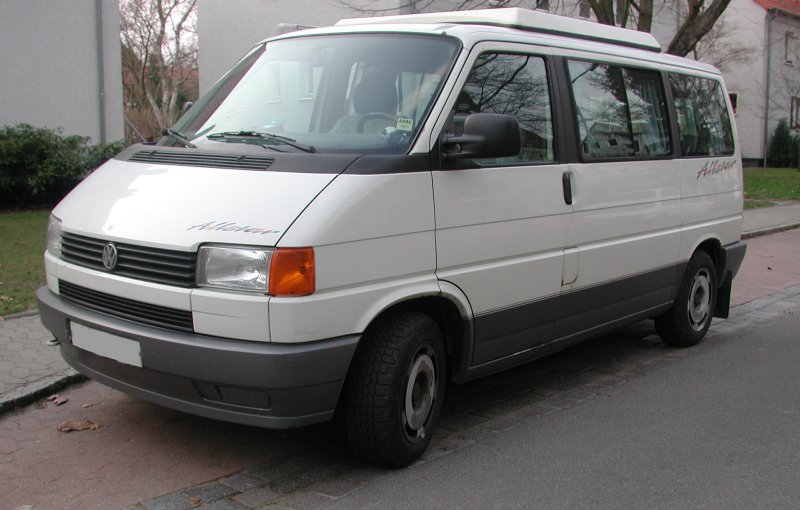
T4

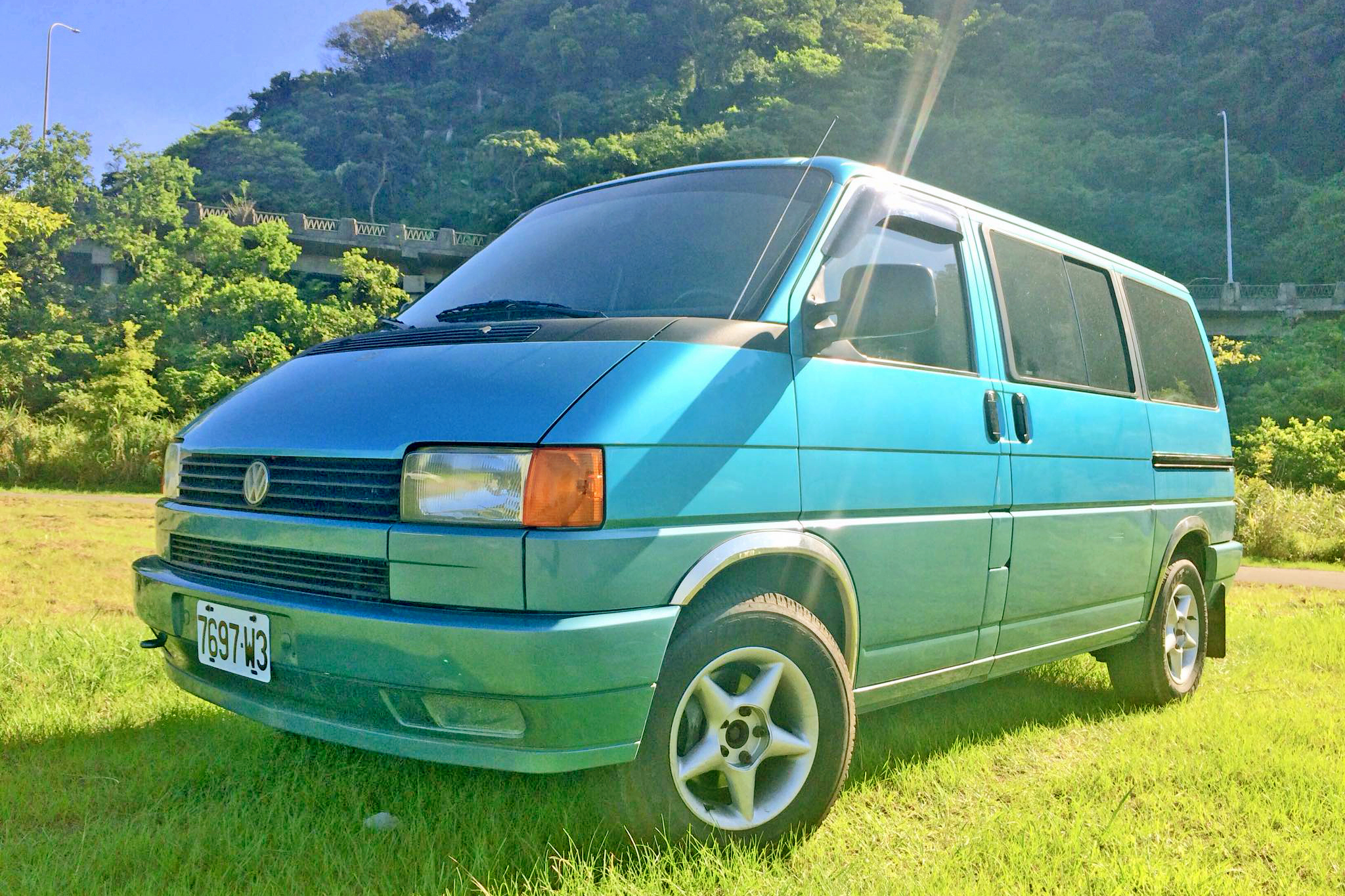
T4台湾版本

1990年のドイツ再統一直前に発売された。この代より構造を一新して横置きエンジンの前輪駆動車となり、型式は70となってタイプ2ではなくなったが、欧州では引き続き同じシリーズとして取り扱われている。また、フォルクスワーゲン社がT1からT5までを統括して取り扱う際のシリーズ全体の呼称は、Transporter（トランスポーター）が使用されている。
前期型と後期型に分けられ、後期型では乗用タイプに2800ccVR6エンジンを搭載してフロントノーズがわずかに長くなった。外見ではつり目タイプのヘッドライトで区別できる。
日本ではフォルクスワーゲン アウディ 日本がヴァナゴン（Vanagon）の名で輸入販売した。グレードは乗用モデルの「GL」で、トランスミッションはATのみの一仕様であったが、1997年に販売を終了し、後期型は正規輸入されなかった。この後継として発表されたのが、ヨーロッパフォードとの共同開発車「シャラン」である。北米ではユーロバン（EuroVan）として、乗用モデルの一部およびキャンピングカーのみが販売された。

## T5（2003年-2015年）

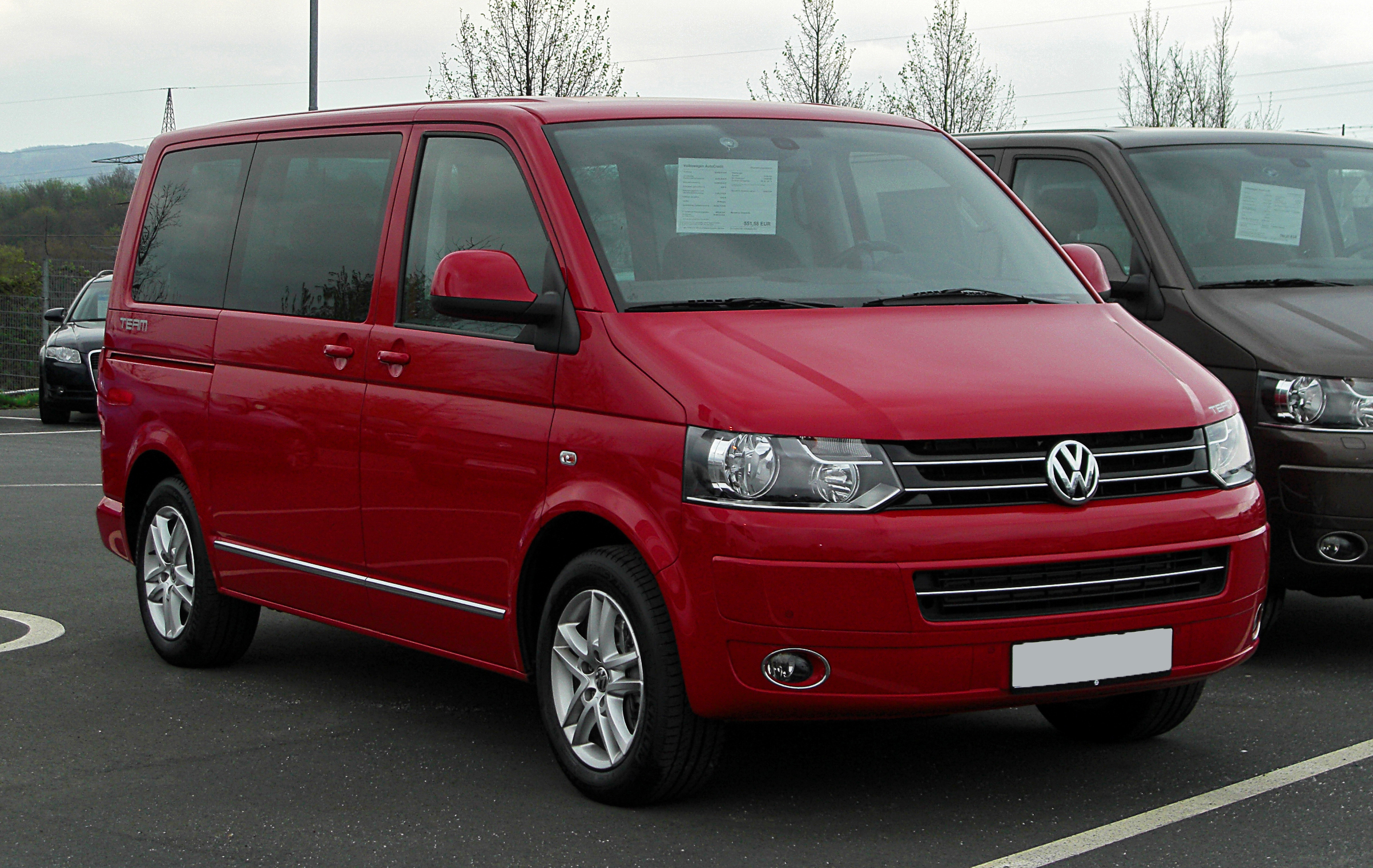
T5

2003年にフルモデルチェンジ。販売車種としては、貨物モデルの「トランスポーター」、一般乗用モデルは「カラベル」、上級乗用モデルは「マルチバン」、キャンピングカーの「カリフォルニア」に分かれ、それぞれ異なる車種としての取り扱いである。
それぞれのモデルは細かい仕様でのオーダーが可能となっており、トランスポーターではパネルバン仕様（カステンワーゲン）、貨物乗用共用仕様コンビ、ライトトラック仕様のプリッシェンワーゲン、多人数乗車シャトル、架装用裸シャシモデルがある。ホイールベースも複数存在し、ルーフの高さやエンジン性能まで細かい仕様が選択可能となっている。
カラベルにおいてはエンジンはガソリンがV型6気筒3200ccと直列4気筒2000cc、ディーゼルが2500ccと1900ccの直噴ターボ（TDI）で、それぞれ2つの出力で4種、全6種のバリエーションで設定されている。駆動も前輪駆動と4モーション車の設定があり、ホイールベースも3mと3.4mの二つから選択が可能。
2003年の東京モーターショーに右ハンドル・6速ATのオーストラリア仕様（マルチバン）が展示されたが、正規導入には至らなかった。また、北米市場にも導入されなかった。
ダカールラリーでは4モーションがレーストゥアレグのサポートカーとして参加している。

## T6（2015年-2022年）

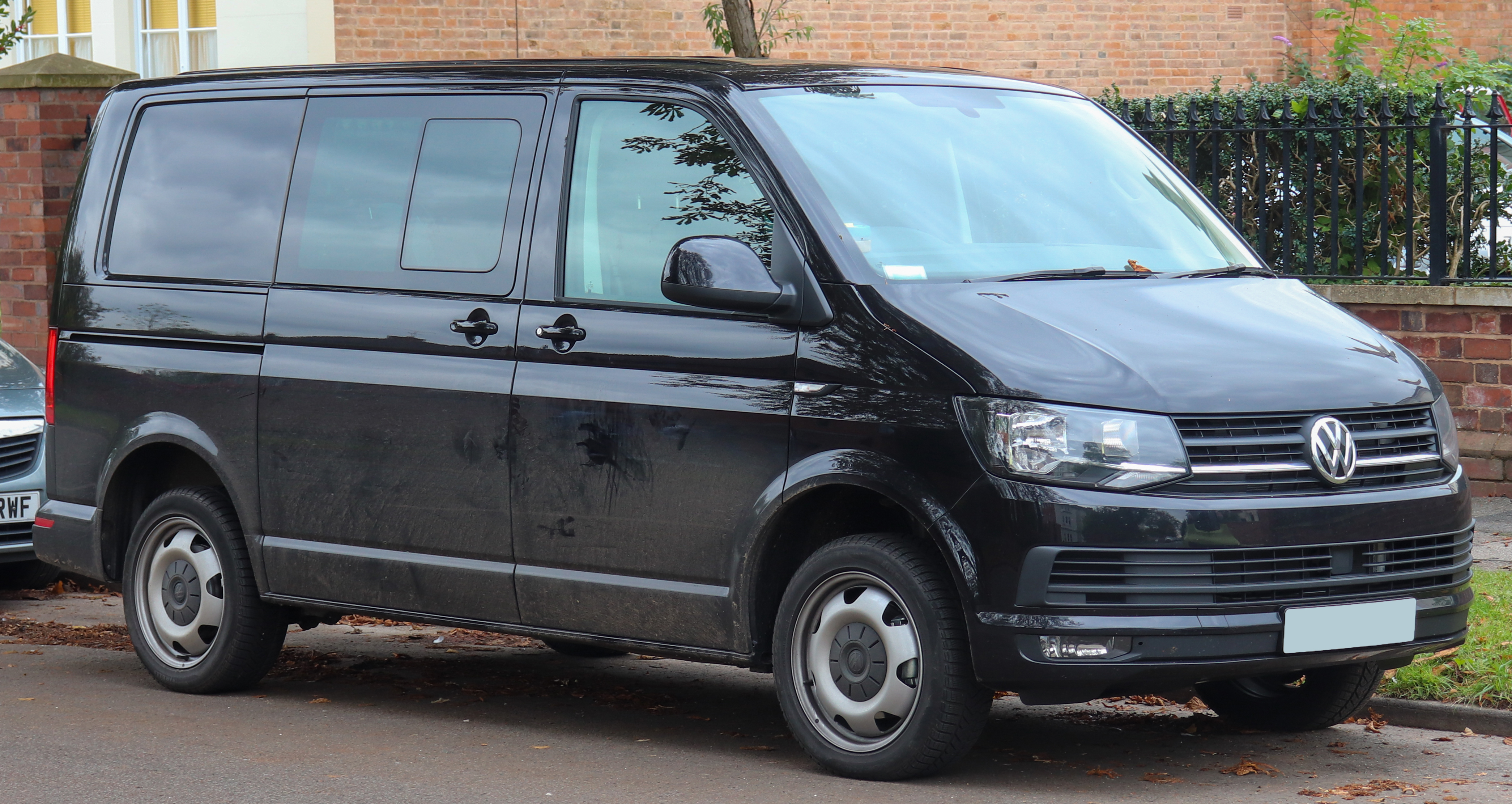
T6 トランスポーター2.0

第6世代となるT6は2015年9月に登場した。

## T7（2022年-）

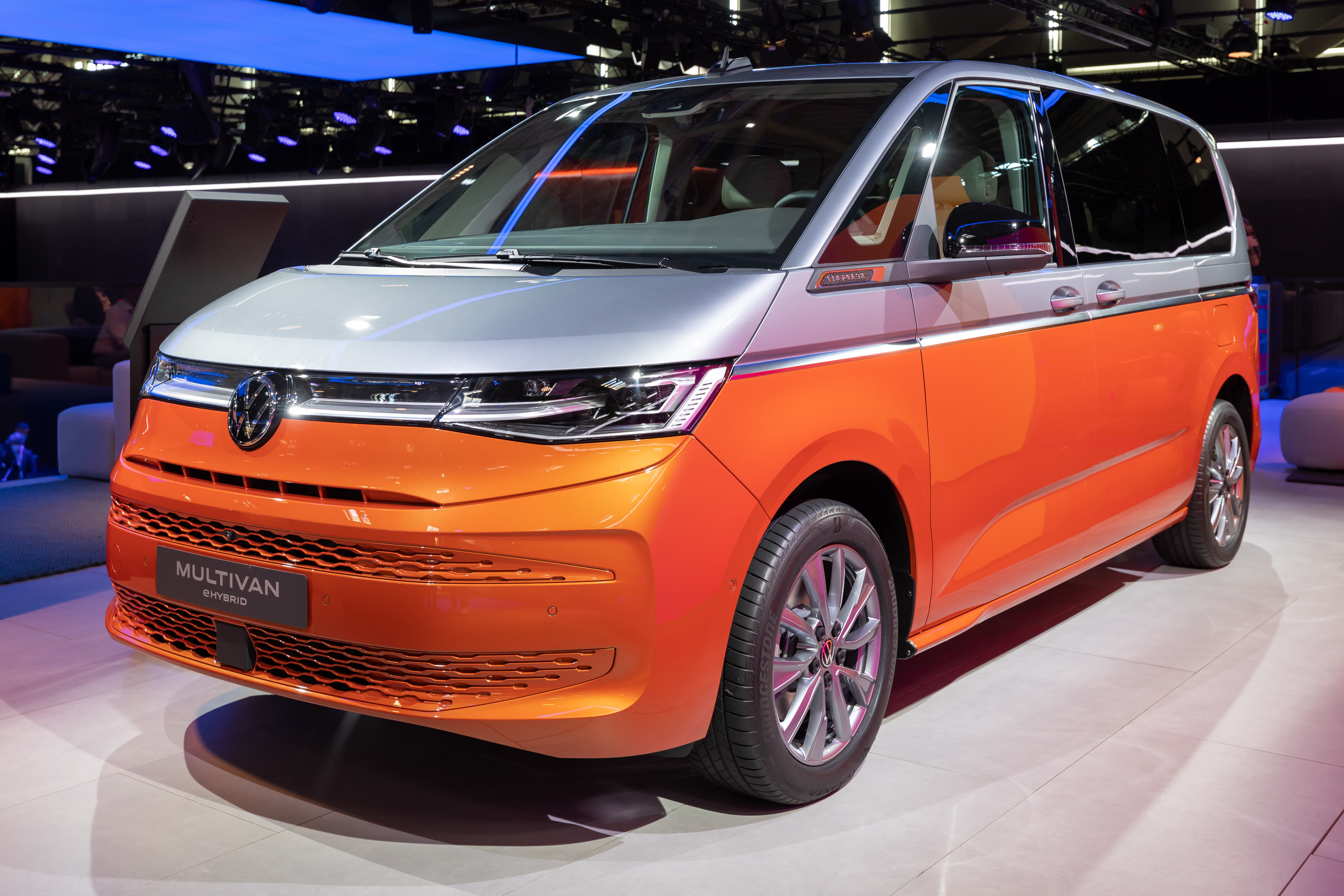
T7 マルチバン eHybrid

T7は2021年6月に発表された。マルチバン eHybridはプラグインハイブリッドカーとなった。